# پوینت دو بلوو
پوینت دو بلوو (به لاتین: Pointe de Bellevue) یک کوه در سوئیس است که در کانتون وله واقع شده‌است. پوینت دو بلوو ۲٬۰۴۲ متر بالاتر از سطح دریا واقع شده‌است.